# Jean-Marie Aymé de La Chevrelière
Jean-Marie Aymé de la Chevrelière est un homme politique français né le 9 mars 1858 à Poitiers (Vienne) et décédé le 3 février 1930 à Paris 16e.

## Biographie
Fils d’Émile Aymé de La Chevrelière, député des Deux-Sèvres, et d'Anne-Marie Lecointre, il entre à l'école militaire de Saint-Cyr en 1877. 
Officier, il sert comme capitaine de cavalerie et quitte l'armée après son mariage avec Cécile Séguier. Il était chevalier de la Légion d'honneur. 
Maire de Gournay de 1893 à 1930, conseiller général du canton de Chef-Boutonne de 1896 à 1928, il est député des Deux-Sèvres de 1898 à 1902, inscrit au groupe des Républicains progressistes. 